# Abaxial

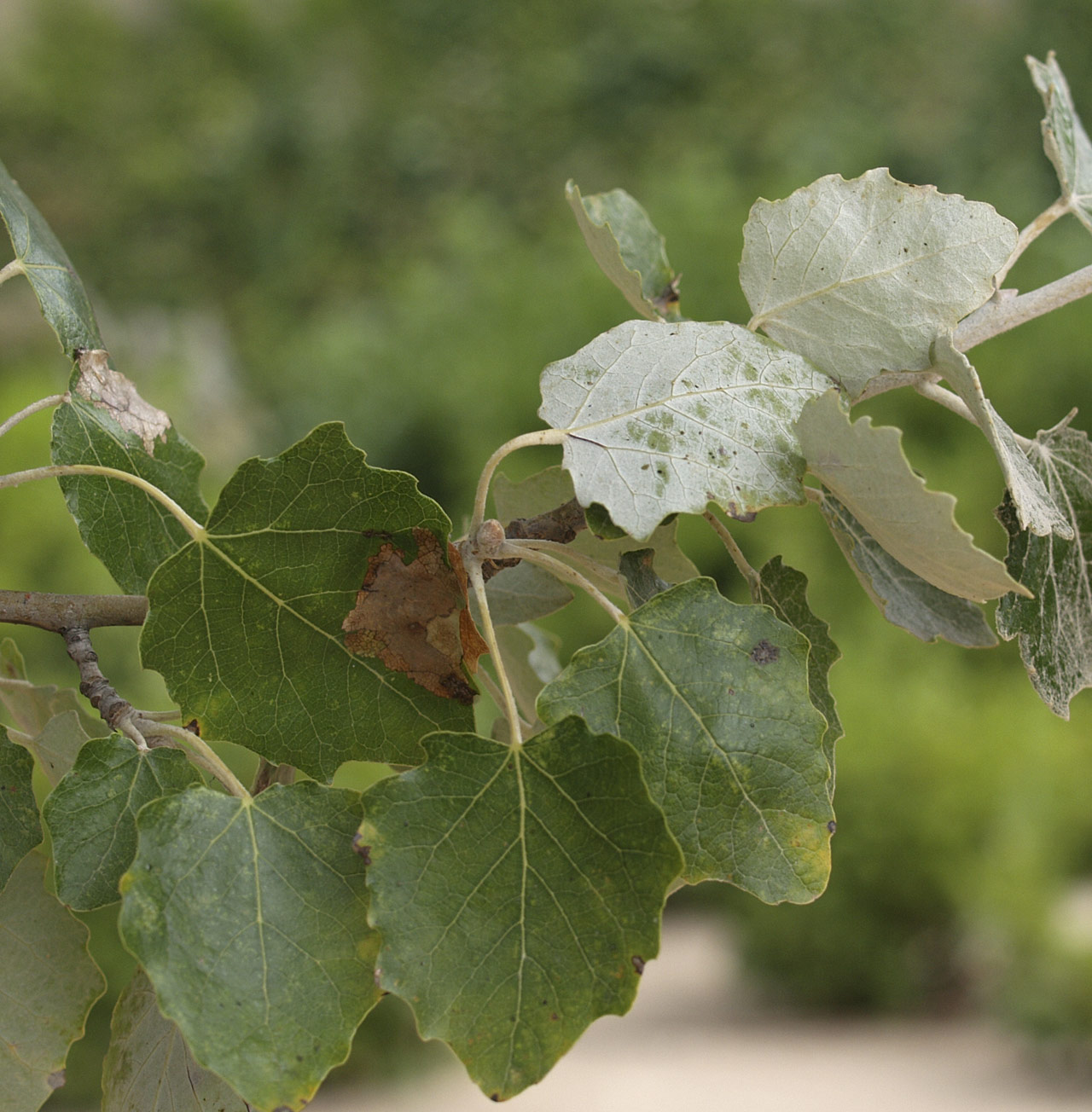
Fulles d'àlber (Populus alba). En aquest cas, com en molts altres, es distingeix el revers de la fulla perquè és més clar que l'anvers.

En botànica es diu revers o abaxial a la cara inferior de la làmina o limbe de la fulla d'una planta. Està al costat oposat, el que es troba més allunyat, extern o mirant cap a fora de l'eix d'un òrgan o organisme. Es distancia «de» l'eix (llati ab) mentrestant el seu antònim és adaxial, que va «vers» l'eix (llatí ad).
L'epidermis del revers sol ser diferent de la del feix o cara superior; gairebé sempre presenta una cutícula més fina, major densitat d'estomes, sovint també, major abundància de tricomes (pèls epidèrmics). Gairebé sempre és de color més clar que el feix.